# Método do resto maior
O método do resto maior, método de Hamilton ou sistema de quociente e resíduo eleitoral é um sistema eleitoral que se utiliza geralmente para repartir os lugares de um corpo colegial (p. ex. um parlamento ou congresso), de modo não puramente proporcional aos votos obtidos pelas diversas candidaturas. Embora sobretudo seja conhecido no âmbito da política, este sistema pode servir para qualquer tipo de distribuição proporcional.

## Exemplos
Supondo que se apresentam sete partidos para eleger 21 lugares, os partidos recebem 1.000.000 votos repartidos do seguinte modo:
| Partido A | 391.000 votos |
| Partido B | 311.000 votos |
| Partido C | 184.000 votos |
| Partido D | 73.000 votos  |
| Partido E | 27.000 votos  |
| Partido F | 12.000 votos  |
| Partido G | 2.000 votos   |

### Quociente Hare
| Partido               |                        | Partido A           | Partido B           | Partido C           | Partido D           | Partido E           | Partido F           | Partido G           | Total     |
| --------------------- | ---------------------- | ------------------- | ------------------- | ------------------- | ------------------- | ------------------- | ------------------- | ------------------- | --------- |
| Votos por partido     | {\displaystyle m_{i}}  | 391.000             | 311.000             | 185.000             | 73.000              | 27.000              | 12.000              | 1.000               | 1.000.000 |
| Quociente             | {\displaystyle m/n}    | {\displaystyle m/n} | {\displaystyle m/n} | {\displaystyle m/n} | {\displaystyle m/n} | {\displaystyle m/n} | {\displaystyle m/n} | {\displaystyle m/n} | 47.619    |
| Escaños por quociente | {\displaystyle e_{i}}  | 8                   | 6                   | 3                   | 1                   | 0                   | 0                   | 0                   | 18        |
| Votos por quociente   | {\displaystyle qe_{i}} | 380.952             | 285.714             | 142.857             | 47.619              | 0                   | 0                   | 0                   | 857.142   |
| Votos de resíduo      | {\displaystyle r_{i}}  | 10.048              | 25.286              | 41.143              | 25.381              | 27.000              | 12.000              | 1.000               | 142 858   |
| Lugares por resíduo   |                        |                     |                     | +1                  | +1                  | +1                  |                     |                     | +3        |
| Total de lugares      | {\displaystyle p_{i}}  | 8                   | 6                   | 4                   | 2                   | 1                   | 0                   | 0                   | 21        |

### Quociente Droop
| Partido               |                           | Partido A                 | Partido B                 | Partido C                 | Partido D                 | Partido E                 | Partido F                 | Partido G                 | Total     |
| --------------------- | ------------------------- | ------------------------- | ------------------------- | ------------------------- | ------------------------- | ------------------------- | ------------------------- | ------------------------- | --------- |
| Votos por partido     | {\displaystyle m_{i}}     | 391.000                   | 311.000                   | 185.000                   | 73.000                    | 27.000                    | 12.000                    | 2.000                     | 1.000.000 |
| Quociente             | {\displaystyle 1+m/(n+1)} | {\displaystyle 1+m/(n+1)} | {\displaystyle 1+m/(n+1)} | {\displaystyle 1+m/(n+1)} | {\displaystyle 1+m/(n+1)} | {\displaystyle 1+m/(n+1)} | {\displaystyle 1+m/(n+1)} | {\displaystyle 1+m/(n+1)} | 45.456    |
| Lugares por quociente | {\displaystyle e_{i}}     | 8                         | 6                         | 4                         | 1                         | 0                         | 0                         | 0                         | 19        |
| Votos por quociente   | {\displaystyle qe_{i}}    | 363.648                   | 272.736                   | 181.824                   | 45.456                    | 0                         | 0                         | 0                         | 863.664   |
| Votos de resíduo      | {\displaystyle r_{i}}     | 27.352                    | 38.264                    | 2.176                     | 27.544                    | 27.000                    | 12.000                    | 2.000                     | 136.336   |
| Lugare por resíduo    |                           |                           | +1                        |                           | +1                        |                           |                           |                           | +2        |
| Total de lugares      | {\displaystyle p_{i}}     | 8                         | 7                         | 4                         | 2                         | 0                         | 0                         | 0                         | 21        |

### Imperiali
| Partido               |                         | Partido A               | Partido B               | Partido C               | Partido D               | Partido E               | Partido F               | Partido G               | Total     |
| --------------------- | ----------------------- | ----------------------- | ----------------------- | ----------------------- | ----------------------- | ----------------------- | ----------------------- | ----------------------- | --------- |
| Votos por partido     | {\displaystyle m_{i}}   | 391.000                 | 311.000                 | 185.000                 | 73.000                  | 27.000                  | 12.000                  | 2.000                   | 1.000.000 |
| Quociente             | {\displaystyle m/(n+2)} | {\displaystyle m/(n+2)} | {\displaystyle m/(n+2)} | {\displaystyle m/(n+2)} | {\displaystyle m/(n+2)} | {\displaystyle m/(n+2)} | {\displaystyle m/(n+2)} | {\displaystyle m/(n+2)} | 43.478    |
| Escaños por quociente | {\displaystyle e_{i}}   | 8                       | 7                       | 4                       | 1                       | 0                       | 0                       | 0                       | 20        |
| Votos por quociente   | {\displaystyle qe_{i}}  | 347.824                 | 304.346                 | 173.912                 | 43.478                  | 0                       | 0                       | 0                       | 869.560   |
| Votos de resíduo      | {\displaystyle r_{i}}   | 43.176                  | 6.654                   | 10.088                  | 29.522                  | 27.000                  | 12.000                  | 2.000                   | 130.440   |
| Lugares por resíduo   |                         | +1                      |                         |                         |                         |                         |                         |                         | +1        |
| Total de lugares      | {\displaystyle p_{i}}   | 9                       | 7                       | 4                       | 1                       | 0                       | 0                       | 0                       | 21        |